# Tessa Sanderson
Tessa Sanderson, född den 14 mars 1956 i St Elizabeth, Jamaica, är en brittisk friidrottare inom spjutkastning.
Hon tog OS-guld i spjutkastning vid friidrottstävlingarna 1984 i Los Angeles. 